# Vima Mică
Vima Mică (Dragávilma en hongrois, Kleinwilmen en allemand) est une commune roumaine du județ de Maramureș, dans la région historique de Transylvanie et dans la région de développement du Nord-Ouest.

## Géographie
La commune de Vima Mică est située dans le sud du județ, à la limite avec le județ de Cluj, à 20 km au sud-ouest de Târgu Lăpuș et à 68 km au sud-est de Baia Mare, la préfecture du județ.
La commune, composée de sept villages est au cœur du Pays Lăpuș (Țara Lăpușului), traversée par la rivière Lăpuș.
En 2002, la population des différents villages se répartissait comme suit (nombre d'habitants) :
- Vima Mică, siège de la municipalité, (412).
- Aspra (60).
- Dealu Corbului (101).
- Jugăstreni (59).
- Peteritea (273).
- Sălnița (286).
- Vima Mare (446).

## Histoire
La première mention écrite de la commune date de 1390.
La commune a fait partie du Comitat de Szatmár dans le Royaume de Hongrie jusqu'en 1920, au Traité de Trianon où elle fut attribuée à la Roumanie avec toute la Transylvanie.

## Religions
En 2002, 86,8 % de la population était de religion orthodoxe et 8,3 % pentecôtiste.

## Démographie
En 1910, la commune comptait 3 317 Roumains (96,9 % de la population) et 69 Allemands (2 %).
En 1930, les autorités recensaient 2 973 Roumains (98,5 %) ainsi qu'une petite communauté juive de 27 personnes (0,9 %) qui fut exterminée par les Nazis durant la Seconde Guerre mondiale.
En 2002, la commune comptait 1 634 Roumains (99,8 %).
| 1880  | 1900  | 1910  | 1930  | 1956  | 1977  | 1992  | 2002  | 2007  |
| ----- | ----- | ----- | ----- | ----- | ----- | ----- | ----- | ----- |
| 2 846 | 3 274 | 3 426 | 3 018 | 2 847 | 2 303 | 1 857 | 1 637 | 1 499 |

## Économie
La commune dispose de 4 945 ha de terres agricoles et de 2 352 ha de forêts.

## Lieux et monuments
- Gorges de la rivière Lăpuș (Cheile Lăpușului).

## Personnages
Simion Balint (1821-1849), né à Vima Mică, fut un des lieutenants de Avram Iancu, un des chefs de la Révolution roumaine de 1848.